# Балтинский сельсовет
Балтинский сельсовет — сельское поселение в Мошковском районе Новосибирской области Российской Федерации.
Административный центр — деревня Балта.

## История
Герб Балтинского сельсовета утверждён решением местного Совета депутатов (11-я сессия, 2-й созыв) от 31 июля 2003 года.
Главной геральдической фигурой герба является топор, отражающий наименование сельского поселения. Название «Балта» переводится с тюркского языка как «топор».
Статус и границы сельского поселения установлены Законом Новосибирской области от 2 июня 2004 года № 200-ОЗ «О статусе и границах муниципальных образований Новосибирской области»

## Население
| 2002 | 2010  | 2012 | 2013 | 2014 | 2015 | 2016 |
| ---- | ----- | ---- | ---- | ---- | ---- | ---- |
| 1040 | ↘958  | ↘954 | ↘932 | ↗949 | ↗958 | ↗991 |
| 2017 | 2018  | 2019 | 2020 | 2021 |      |      |
| ↗993 | ↗1012 | ↘999 | ↘971 | ↘942 |      |      |

## Состав сельского поселения
| № | Населённый пункт | Тип населённого пункта          | Население |
| - | ---------------- | ------------------------------- | --------- |
| 1 | Балта            | деревня, административный центр | ↘626      |
| 2 | Бурлиха          | деревня                         | ↘64       |
| 3 | Вороново         | деревня                         | ↘233      |
| 4 | Кубово           | населённый пункт                | ↘35       |